# تشوي هوا جونج
تشوي هوا جونج (بالكورية: 최화정)‏ هي ممثلة ومقدمة إذاعية ومقدمة برامج تلفزيونية من كورية جنوبية. ولدت يوم 10 فبراير 1961 في سول في كوريا الجنوبية.

## روابط خارجية
- تشوي هوا جونج على موقع IMDb (الإنجليزية)
- تشوي هوا جونج على موقع قاعدة بيانات الفيلم (الإنجليزية)